# كاري كلارك وارد
كاري كلارك وارد (بالإنجليزية: Carrie Clark Ward)‏ هي ممثلة أمريكية، ولدت في 9 يناير 1862 في الولايات المتحدة، وتوفيت بنفس المكان في 6 فبراير 1926.

## وصلات خارجية
- كاري كلارك وارد على موقع IMDb (الإنجليزية)
- كاري كلارك وارد على موقع قاعدة بيانات الفيلم (الإنجليزية)